# Bohuslav Mařík
Bohuslav Mařík, psán též Maršík (12. ledna 1854 Praha – 27. listopadu 1929 Praha-Podolí) byl český strojní inženýr, konstruktér, v pořadí druhý ředitel První Českomoravské továrny na stroje (pozdější ČKD) v Libni u Prahy. Výrazně se zasloužil o zřízení lokomotivního oddělení továrny a ve spolupráci se svým otcem Františkem a bratrem Václavem se spolupodílel na vytvoření první lokomotivy české konstrukce NA ZDAR v rámci série strojů později označených jako 310.0.

## Život

### Mládí
Narodil se v Praze do rodiny Františka Maříka a jeho manželky Barbory, rozené Juppové. Jeho otec, vyučený zámečník, pocházel z Březnice u Příbrami, v 50. letech 19. století pracoval v železničních dílnách v Praze, posléze v dílnách společnosti Jihoseveroněmecká spojovací dráha (SNDVB) v Josefově, a v Liberci. Zde provedl konstrukční úpravy na německých lokomotivách z mnichovské továrny Maffei, postupně se díky tomu stal jedním z nejuznávanějších českých odborníků na konstrukce lokomotiv. Bohuslav po dosažení středního vzdělání vystudoval strojní inženýrství na pražské polytechnice a dosáhl titulu inženýra.

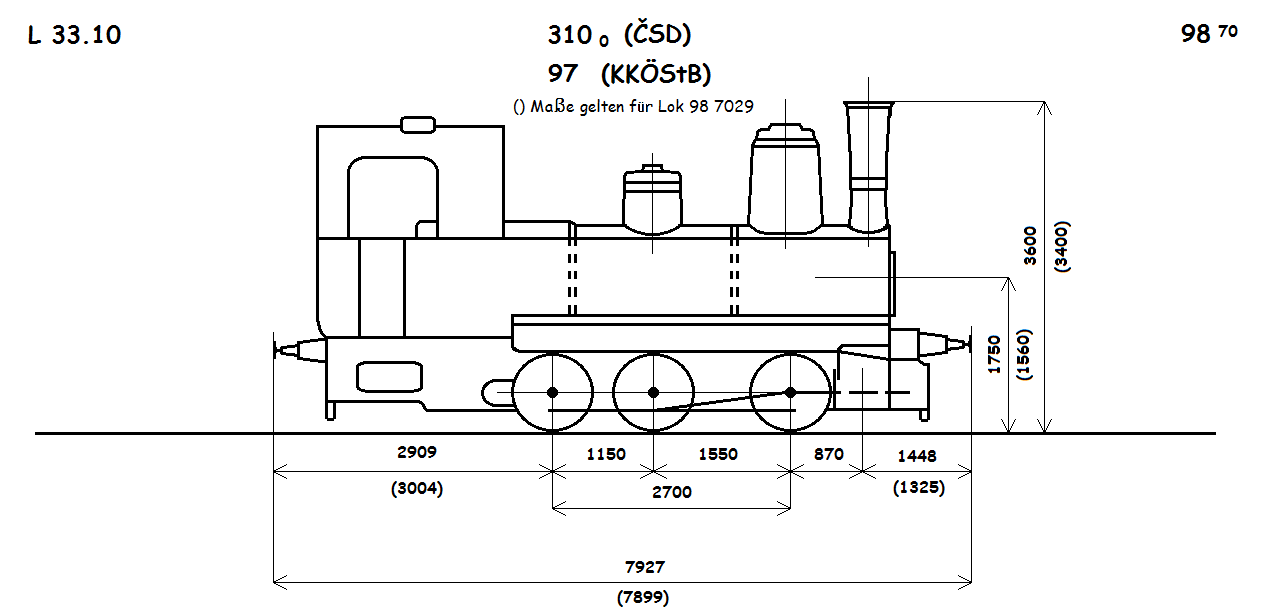
Nákres lokomotivy třídy 310.0 NA ZDAR, ČKD, 1900

### První Českomoravská továrna na stroje
Začátkem 70. let 19. století pracoval Mařík spolu se svým otcem a bratrem Václavem (1849-1926) na modelu vlastní lokomotivy vycházející z lokomotiv Maffei 2B IIa. 6 ELBE v měřítku 1:6. František, Václav i Bohuslav Maříkové začali posléze pracovat pro továrnu První českomoravská továrna na stroje Emila Kolbena a Čeňka Daňka, založené roku 1871, v oblasti výroby strojů, pod vedením ředitele závodu Vojtěcha Novotného. Do jejího výrobního programu patřilo hlavně vybavení dolů a potravinářského průmyslu (strojní vybavení cukrovarů, pivovarů či lihovarů). Své produkty vyvážela do celého Rakousko-uherské monarchie i zahraničí.
Po dvaceti letech pak odešel Vojtěch Novotný roku 1891 z ředitelské funkce do penze a novým ředitelem se stal Bohuslav Mařík. Pod jeho Maříkovým vedením na přelomu století zahájil závod výrobu kolejových vozidel a lokomotiv, jako jeden z mála v českých zemích. V roce 1907 založila První Českomoravská továrna na stroje spolu se společností Ringhoffer výrobce automobilů Praga). Mařík setrval do funkce téměř až do své smrti.
V roce 1923 byl jmenován předsedou správní rady Živnostenské banky.

### Úmrtí
Bohuslav Mařík zemřel 27. listopadu 1929 v Praze ve věku 75 let. Pohřben byl v olšanském krematoriu a ostatky uloženy na Olšanských hřbitovech.

### Po smrti
Roku 1921 se První Českomoravská továrna na stroje v Praze sloučila s Elektrotechnickou a.s. vzešlou z někdejšího strojírenského závodu Emila Kolbena a vznikla tak Českomoravská – Kolben. Ta se v roce 1927 spojila s Akciovou společností Strojírny, dříve Breitfeld, Daněk a spol. a vznikla Českomoravská–Kolben–Daněk (ČKD), největší strojírna v tehdejším Československu.

### Rodinný život
Bohuslav Mařík se v kostele svatého Štěpána na Novém městě 21. února 1882 oženil s Aloisií, rozenou Fischerovou (1838–1911). Spolu počali syny Bohuslava (*1879) a Miroslava (*1882) a dcery Aloisii (*1878) a Růženu (*1888).
Jeho druhou manželkou byla Jana Červená (1863–???), se kterou se oženil jako vdovec 7. listopadu 1911.